# Monte Berico
Monte Berico is een plaats (frazione) in de Italiaanse gemeente Vicenza.